# Gejjiganahalli, Nanjangud
Gejjiganahalli là một làng thuộc tehsil Nanjangud, huyện Mysore, bang Karnataka, Ấn Độ.